# Irqata
Irqata era una ciutat d'Amurru situada entre Sumur i Ardata, a la part sud de la plana d'Akkar, a la actual zona fronterera entre el Líban i Síria.
Ja es menciona a les fonts egípcies al voltant del 1300 aC, en temps del faraó Akhenaton, encara que s'hi han trobat restes que indiquen que estava habitada des de voltants del 5000 aC. Avui es diu Tell Arqa, és una excavació arqueològica i té properes les de Tell Kazel (l'antiga Sumur) i Tell Jamous, ambdues lleugerament al nord. Dos incendis, potser casuals o més probablement causats per algun conflicte, van destruir la ciutat al tomb del 2200 aC. Un altre incendi és de la meitat del segle xv aC en temps de Tuthmosis III i degué ser abandonada en el segle següent i no va ser repoblada fins principis del segle ix aC.
Com a lloc avançat de Sumur, era una posició forta dels egipcis i va servir de base per la conquesta de Tunip a la meitat del segle xv aC, però després la ciutat va perdre importància i va quedar en mans d'un príncep local vassall d'Egipte. Els habiru, als que dirigia Abdi-Asirta que havia reunit diversos grups de les terres altes i els havia convertit en una gran força militar, va començar la conquesta d'aquells territoris, que van posar Amurru sota el seu control. Els amorrites van matar el rei Aduna d'Irqata i la van ocupar i ningú es va oposar a la seva primera conquesta a la regió que va marcar l'inici del seu poder. Cap a l'any 1340 aC va tornar a mans d'Egipte però no la va restaurar. Abdi-Asirta va morir (no se sap com), i el va succeir el seu fill Aziru, que va continuar la política expansionista del seu pare. Va recuperar algunes ciutats que el seu pare havia conquerit però que tornaven a ser egípcies, com ara Irqata, Ampi, Sigata i Ardata, totes elles properes a Biblos,ciutat que volia conquerir. Mentrestant, el rei hitita Subiluliuma I va fer diverses incursions al territori de Síria per prevenir atacs dels egipcis, i va ocupar també diverses ciutats. Subiluliuma i Aziru van arribar a un pacte, on acordaven que l'amorreu i el rei hitita es respectarien mútuament. Subiluliuma va crear el Regne d'Amurru, amb els territoris que Aziru havia conquerit, i el va nomenar rei, vassall de l'Imperi Hitita.